# Felix Aber
Felix Aber (* 11. April 1895 in Breslau; † 14. Januar 1964 in New York) war ein deutsch-amerikanischer Rabbiner.

## Leben

### Familie
Felix Aber war der Sohn von Alexander Aber (* 1869) und dessen Ehefrau Klara (geb. Doktor) (* 29. Juni 1867 in Zülz; † 28. Januar 1943 im KZ Theresienstadt); er hatte noch drei Geschwister. Seine jüngere Schwester Käthe (* 4. April 1903 in Breslau) war mit dem Verleger Werner Goldschmidt verheiratet.
Er war verheiratet mit Hanna (* 18. Mai 1904 in Bremen; † 1995 in Toronto), der Tochter des Rabbiners Leopold Rosenak (1868–1923); gemeinsam hatten sie drei Töchter.
Nach seinem Tod wurde er auf dem Lake View Cemetery in Ithaca im Tompkins County im US-amerikanischen Bundesstaat New York beigesetzt.

### Werdegang
Felix Aber nahm als Militärgeistlicher am 1. Weltkrieg teil und studierte seit 1919 am Jüdisch-Theologischen Seminar in Breslau; sein Rabbinerexamen legte er 1923 ab; zu einem weiteren Studium immatrikulierte er sich an der Universität Breslau und promovierte 1922 zum Dr. phil.
Er wurde kurzzeitig 1922 Rabbiner in Salzburg und wechselte noch im selben Jahr nach Bremen; dort blieb er bis 1938 und betreute in dieser Zeit auch die Gemeinden im Regierungsbezirk Stade. Während der Novemberpogrome 1938 wurde er im Zuchthaus Oslebshausen in Bremen-Gröpelingen inhaftiert (siehe auch Bremen zur Zeit des Nationalsozialismus#Juden in Bremen).
Aufgrund der politischen Entwicklung und der antisemitischen Verfolgung in Deutschland sah er sich 1938 zur Emigration nach Kanada und 1939 in die USA gezwungen. Er bekleidete von 1940 bis 1942 das Rabbinat in Adath Yeshurun Kew Gardens in New York und betreute bis 1946 zwei Religionsgemeinden in New Jersey. Von 1947 bis 1952 war er in der Religionsgemeinde B’nai Israel Woonsocket auf Rhode Island und dann bis zu seiner Pensionierung 1960 am Temple Beth El in Ithaca in New York tätig.
Er war 1951 Präsident der Rabbinal Association Rhode Island und publizierte unter anderem The Jewish Conception of Honor.

## Ehrungen und Auszeichnungen
Am Temple Beth El wurde die Religionsschule nach Felix Aber benannt.

## Schriften (Auswahl)
- The Jewish Conception of Honor. In Conserrvative Judaism, V, Nr. 1–2, 1948.